# Seminole, Texas
Seminole är administrativ huvudort i Gaines County i Texas. Enligt 2010 års folkräkning hade Seminole 6 430 invånare.

## Kända personer från Seminole
- Tanya Tucker, countrymusiker